# Guillaume Depardieu

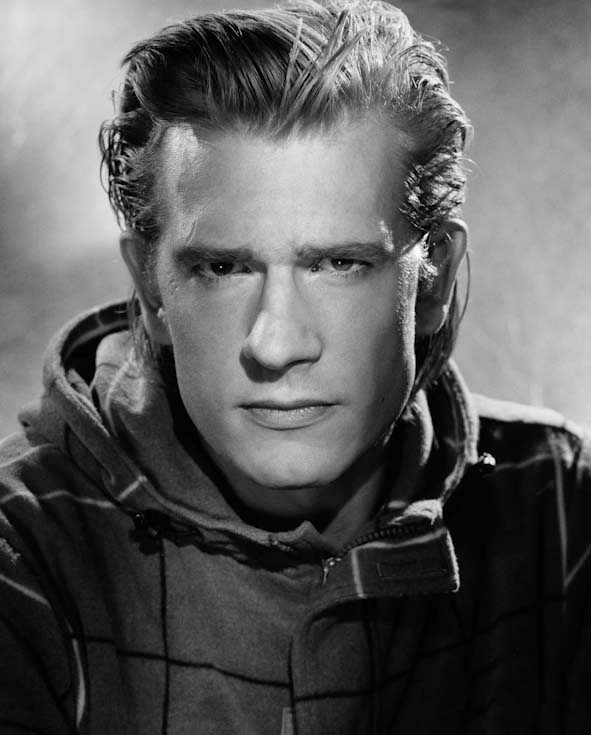
Guillaume Depardieu, 2005

Guillaume Jean Maxime Antoine Depardieu (* 7. April 1971 in Paris; † 13. Oktober 2008 in Garches, Île-de-France) war ein französischer Schauspieler. Er wirkte in über 40 Film- und Fernsehproduktionen mit.

## Leben
Depardieu war der Sohn des Schauspielers Gérard Depardieu und dessen damaliger Ehefrau Élisabeth Guignot. Seine zwei Jahre jüngere Schwester Julie ist ebenfalls Schauspielerin. Bereits im Kindesalter begleitete Guillaume Depardieu seinen Vater zu Dreharbeiten. Seine erste Statistenrolle spielte er als Dreijähriger in Claude Gorettas Drama Ganz so schlimm ist er auch nicht (1974). Der nächste Spielfilm folgte erst 1991 mit Alain Corneaus preisgekröntem Historienfilm Die siebente Saite, in dem er als junger Gambist und Komponist Marin Marais zu sehen war, während sein Vater den alternden Marais verkörperte. Für diese Rolle wurde er ein Jahr später für den César als Bester Nachwuchsdarsteller nominiert. Zwei weitere Male sollte Depardieu für den nationalen Filmpreis Frankreichs nominiert werden: als Schüler eines erfahrenen Berufskillers (gespielt von Jean Rochefort), der sich in sein Opfer (Marie Trintignant) verliebt, in Der Killer und das Mädchen (1993), und an der Seite von François Cluzet als Tagträumer, der sich mit Gelegenheitsjobs und kleinen Diebstählen über Wasser hält, in Die Anfänger (1995), jeweils unter der Regie von Pierre Salvadori. Für letztgenannten erhielt er 1996 den César und den Jean-Gabin-Preis. Nach dem unter dem Regisseur Leos Carax entstandenen Film Pola X (1999) konnte er nicht mehr an frühere Erfolge anknüpfen, obwohl er regelmäßig im französischen Kino und im Fernsehen agierte.
Im Oktober 1995 erlitt er einen Motorradunfall, in dessen Folge er sich einer Operation am Knie unterziehen musste. Im Krankenhaus infizierte er sich unheilbar mit dem Bakterium MRSA. Depardieu musste daraufhin über Jahre starke Schmerzmittel einnehmen und entschied sich im Juni 2003 nach 17 weiteren Operationen dafür, das Bein amputieren zu lassen.
Depardieu heiratete im Jahr 2000 die Schauspielerin Élise Ventre (1973–2020). Im selben Jahr wurde eine gemeinsame Tochter geboren, er trennte sich jedoch später von seiner Frau. 2004 veröffentlichte er gemeinsam mit Marc-Olivier Fogiel seine Autobiografie Tout donner (dt.: Alles geben), die in Deutschland unter dem Titel Im Schatten meines Vaters erschien, und in der er unter anderem auch auf sein chaotisches Leben blickte, in dem er mehrfach durch Alkohol, Drogen und Prostitution mit dem Gesetz in Konflikt kam. So war Depardieu mehrfach zu Bewährungsstrafen verurteilt worden, wobei er im Juni 2008 wegen wiederholter Trunkenheit am Steuer zu einer zweimonatigen Haftstrafe verurteilt wurde. Zwischenzeitlich zerstritt er sich mit seinem Vater, der seinen Sohn 2003 in einem Interview mit der Paris Match als schwierig und unverbesserlich ansah, woraufhin Guillaume Depardieu ihn in den französischen Medien als Lügner und Betrüger beschimpfte.
Am 13. Oktober 2008 starb Guillaume Depardieu in einem Krankenhaus in Garches nahe Paris an den Folgen einer durch MRSA bedingten Lungenentzündung.
Postum erhielt er 2009 für die Rolle des temperamentvollen und schwerkranken Obdachlosen Damien in Pierre Schoellers Drama Versailles eine Nominierung für den César als Bester Hauptdarsteller.

## Filmografie (Auswahl)
- 1991: Die siebente Saite (Tous les matins du monde)
- 1993: Der Killer und das Mädchen (Cible émouvante)
- 1995: Die Anfänger (Les apprentis)
- 1998: Lügen wie gedruckt (… comme elle respire)
- 1998: Der Graf von Monte Christo (Le Comte de Monte Christo, Fernsehvierteiler)
- 1999: Pola X
- 2000: Les Misérables – Gefangene des Schicksals (Les misérables)
- 2002: Napoleon (Napoléon)
- 2002: Vergiftete Moral (Le pharmacien de garde)
- 2002: Liebe deinen Vater (Aime ton père)
- 2007: Die Herzogin von Langeais (Ne touchez pas la hache)
- 2008: Stella
- 2008: Versailles
- 2008: Ein Schloss in Schweden (Château en Suède)
- 2009: A Real Life – Au Voleur (Au voleur)
- 2009: The Way Beyond (L’enfance d’icare)

## Auszeichnungen

### César
- 1992: nominiert als Bester Nachwuchsdarsteller für Die siebente Saite
- 1994: nominiert als Bester Nachwuchsdarsteller für Der Killer und das Mädchen
- 1996: Bester Nachwuchsdarsteller für Die Anfänger
- 2009: nominiert als Bester Hauptdarsteller für Versailles

### Weitere
- 1996: Jean-Gabin-Preis
- 1999: Bester Darsteller auf dem Internationalen Filmfestival von Gijón für Pola X
- 2010: Benennung eines Asteroiden nach ihm und seinem Vater: (19999) Depardieu

## Dokumentarfilm
- Guillaume Depardieu – „Es ist die Hölle!“ Fernseh-Dokumentation, Deutschland, 2009, 44 Min., Regie: Valentin Thurn, Produktion: ZDF, Erstausstrahlung: 20. April 2010, Inhaltsangabe von arte